# 浮槎乡
浮槎乡，是中华人民共和国江西省赣州市安远县下辖的一个乡镇级行政单位。

## 行政区划
浮槎乡下辖以下地区：
浮槎村、双迳村、河秋村、河石村、长河村和槎江村。